# Daniel Carlisle
Daniel Carlisle (n. 14 decembrie 1955, Houston, Texas, SUA) este un trăgător de tir ce a reprezentat Statele Unite ale Americii, medaliat olimpic. A participat la 2 ediții ale Jocurilor Olimpice (1984, 1988) în care a câștigat o medalie de bronz.